# 华达潘县
15°40′33″N 104°31′37″E / 15.67594°N 104.52702°E
华达潘县（發音：[hǔa̯ tā.pʰāːn]）是泰国依善地区安纳乍伦府的一个县，面积533平方千米。2008年人口50524。1967年成为副县，1971年升级为县。海拔138米。下分8个区、85个村。